# Placerville (Idaho)
Placerville – miasto w Stanach Zjednoczonych, w stanie Idaho, w hrabstwie Boise. Jedna z najmniejszych miejscowości (48 osób w 2023 r.) w stanie Idaho.